# Дюртюлинский сельсовет (Дюртюлинский район)
Дюртюлинский сельсовет — административно-территориальная единица в составе Дюртюлинского района в 1918—1989 годах.

## История
Образован в 1918 году на территории Асяновской волости.
С конца 1960-х годов функционировал как поселковый совет.
Упразднён в 1989 году в связи преобразование посёлка Дюртюли в город.

## Состав
В состав сельсовета входили:
- с. Дюртюли (центр),
- посёлок Дюртюлинской МТС,
- посёлок Механической мельницы.

В 1930—1940-е годы входила д. Аргамак.

## Население
в 1939 — 5233 чел., в 1959 — 4778, в 1969 — 11481 человек.